# Shan (språk)
Shan (shan: , [lɪ̀ɡ tɑ́ɪ]; thai: ภาษาไทใหญ่, [pʰɑːsɑ̌ːtʰɑɪyɑ̀ɪ]) är ett taispråk som talas i Shanstaten i östra Myanmar och i norra Thailand, huvudsakligen av etniska shan. Talare av språket finns också i Xishuangbanna. Språket är ett tonspråk och nära besläktat med thai och lao. På shan kallas språket lik tai.
Militärstyret i Burma har gjort det svårt för utomstående att studera språket under de senaste decennierna, och antalet talare är därför extremt svårt att uppskatta. Det brukar antas att det finns omkring sex miljoner etniska shan, och att ungefär hälften skulle tala språket shan. En vanlig siffra är 3,3 miljoner. Språket skrivs med ett eget skriftsystem, shangskrift, som är besläktat med den burmesiska skriften.